# Chedabucto Bay
Chedabucto Bay – zatoka (ang. bay) w kanadyjskiej prowincji Nowa Szkocja, w hrabstwach Guysborough i Richmond; nazwa urzędowo zatwierdzona 6 września 1956. Wejście do zatoki ograniczone skałą Grime Rock i wyspą Green Island.